# Xylotrechus aureounifasciatus
Xylotrechus aureounifasciatus är en skalbaggsart som beskrevs av Wakejima 2006. Xylotrechus aureounifasciatus ingår i släktet Xylotrechus och familjen långhorningar. Inga underarter finns listade i Catalogue of Life.